# Burtoncourt

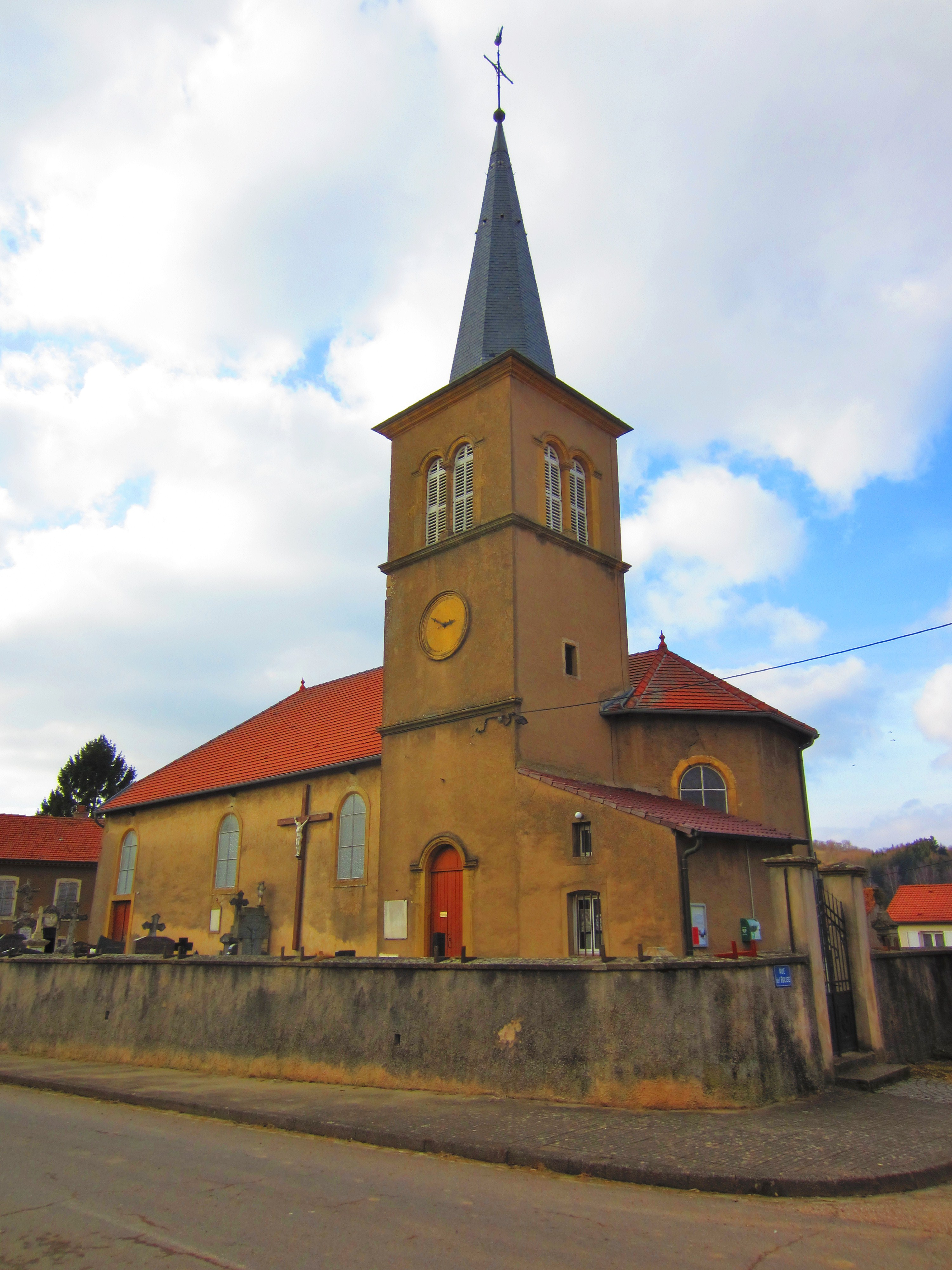
Kirche St. Blasius (1755)

Burtoncourt (deutsch Brittendorf, lothringisch Brittenduerf) ist eine französische Gemeinde mit 226 Einwohnern (Stand 1. Januar 2022) im Département Moselle in der Region Grand Est (bis 2015 Lothringen). Sie gehört zum Arrondissement Metz.

## Geographie
Die Gemeinde Burtoncourt liegt in Lothringen,  etwa zwanzig Kilometer nordöstlich von Metz und zehn Kilometer nordöstlich von Vigy auf einer Höhe zwischen 219 und 343 m über dem Meeresspiegel. Das Gemeindegebiet umfasst 5,1 km².
Umgeben wird Burtoncourt von den Nachbargemeinden Piblange (Pieblingen) im Norden, Mégange (Mengen) im Osten, Guinkirchen (Gehnkirchen) im Südosten, Charleville-sous-Bois (Charleville) im Süden sowie Saint-Hubert (Sankt Hubert) im Westen.

## Geschichte
Im Mittelalter war das Dorf je zu einer Hälfte von den Abteien in Tholey und Bouzonville abhängig. Es gehörte früher zum Bistum Metz.
Das Dorf liegt westlich der Sprachgrenze und ist seit jeher romanisch. Die Patronyme und die Verzierung der Fassaden (die nicht gefärbt ist) zeugen davon.
Deutsch und Frankisch wurden dort nie täglich gesprochen, auch nicht in der Periode 1870/1918.
Die Kirche (Saint-Blaise) wurde 1755 erbaut. Das kleine Dorf wurde im 18. Jahrhundert auch Bretoncourt genannt.
Durch den Frankfurter Frieden vom 10. Mai 1871 kam die Region an das deutsche Reichsland Elsaß-Lothringen, und das Dorf wurde dem Landkreis Metz im Bezirk Lothringen zugeordnet. Die Patois sprechenden Dorfbewohner betrieben Getreide-, Wein-,  Obst-, Gemüse- und Futterbau; beim Ort waren eine Ziegelei und ein Gipsbruch.
Nach dem Ersten Weltkrieg musste die Region aufgrund der Bestimmungen des Versailler Vertrags 1919 an Frankreich abgetreten werden. Zu Beginn des Zweiten Weltkriegs stand das Dorf zunächst auf der Maginot-Linie und wurde dann von der deutschen Wehrmacht besetzt.

### Demographie
| Anzahl Einwohner seit Ende des Zweiten WeLtkriegs | Anzahl Einwohner seit Ende des Zweiten WeLtkriegs | Anzahl Einwohner seit Ende des Zweiten WeLtkriegs | Anzahl Einwohner seit Ende des Zweiten WeLtkriegs | Anzahl Einwohner seit Ende des Zweiten WeLtkriegs | Anzahl Einwohner seit Ende des Zweiten WeLtkriegs | Anzahl Einwohner seit Ende des Zweiten WeLtkriegs | Anzahl Einwohner seit Ende des Zweiten WeLtkriegs | Anzahl Einwohner seit Ende des Zweiten WeLtkriegs |
| ------------------------------------------------- | ------------------------------------------------- | ------------------------------------------------- | ------------------------------------------------- | ------------------------------------------------- | ------------------------------------------------- | ------------------------------------------------- | ------------------------------------------------- | ------------------------------------------------- |
| Jahr                                              | 1962                                              | 1968                                              | 1975                                              | 1982                                              | 1990                                              | 1999                                              | 2007                                              | 2019                                              |
| Einwohner                                         | 153                                               | 132                                               | 106                                               | 131                                               | 161                                               | 173                                               | 187                                               | 212                                               |

Alte Wegkreuze in Burtoncourt
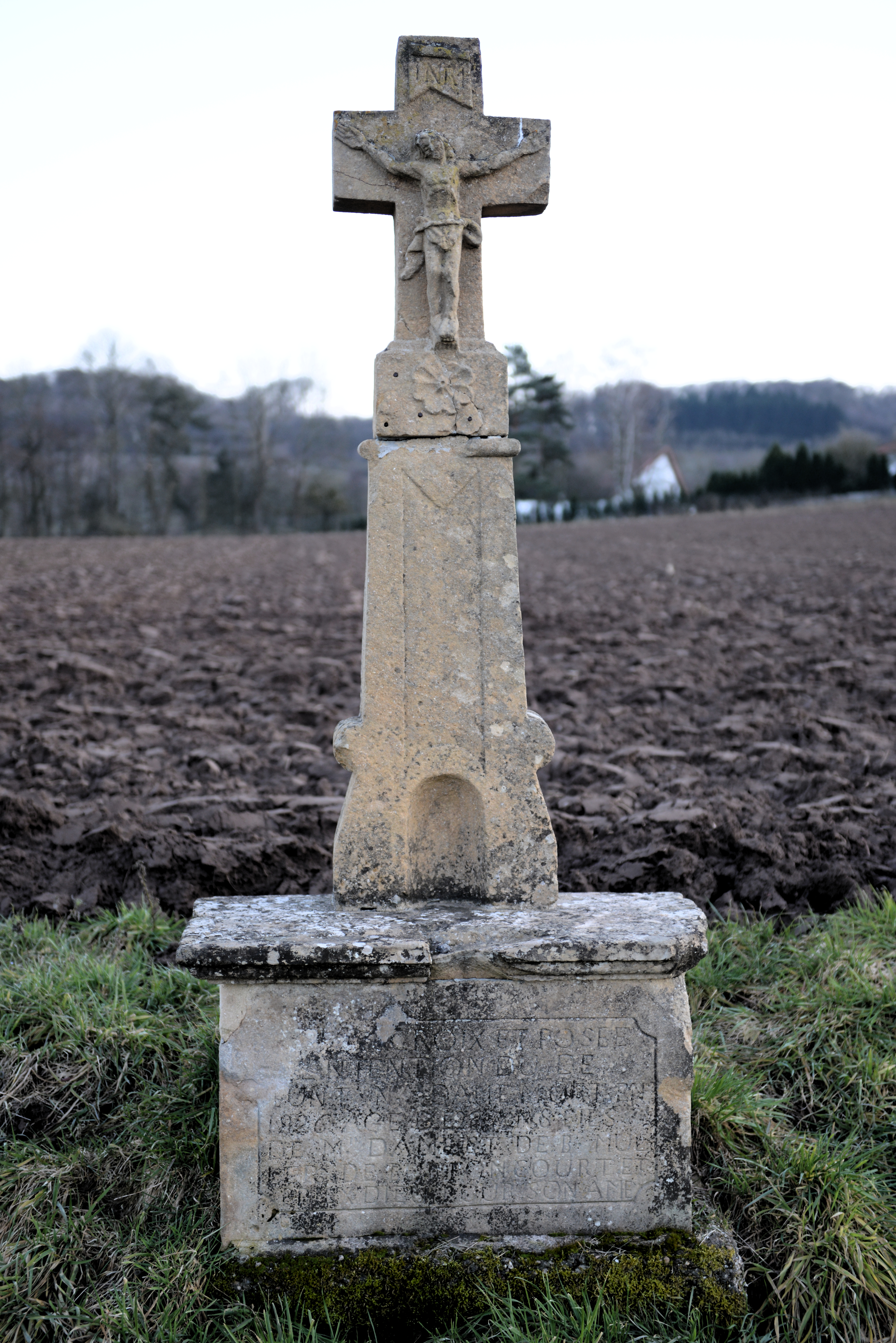
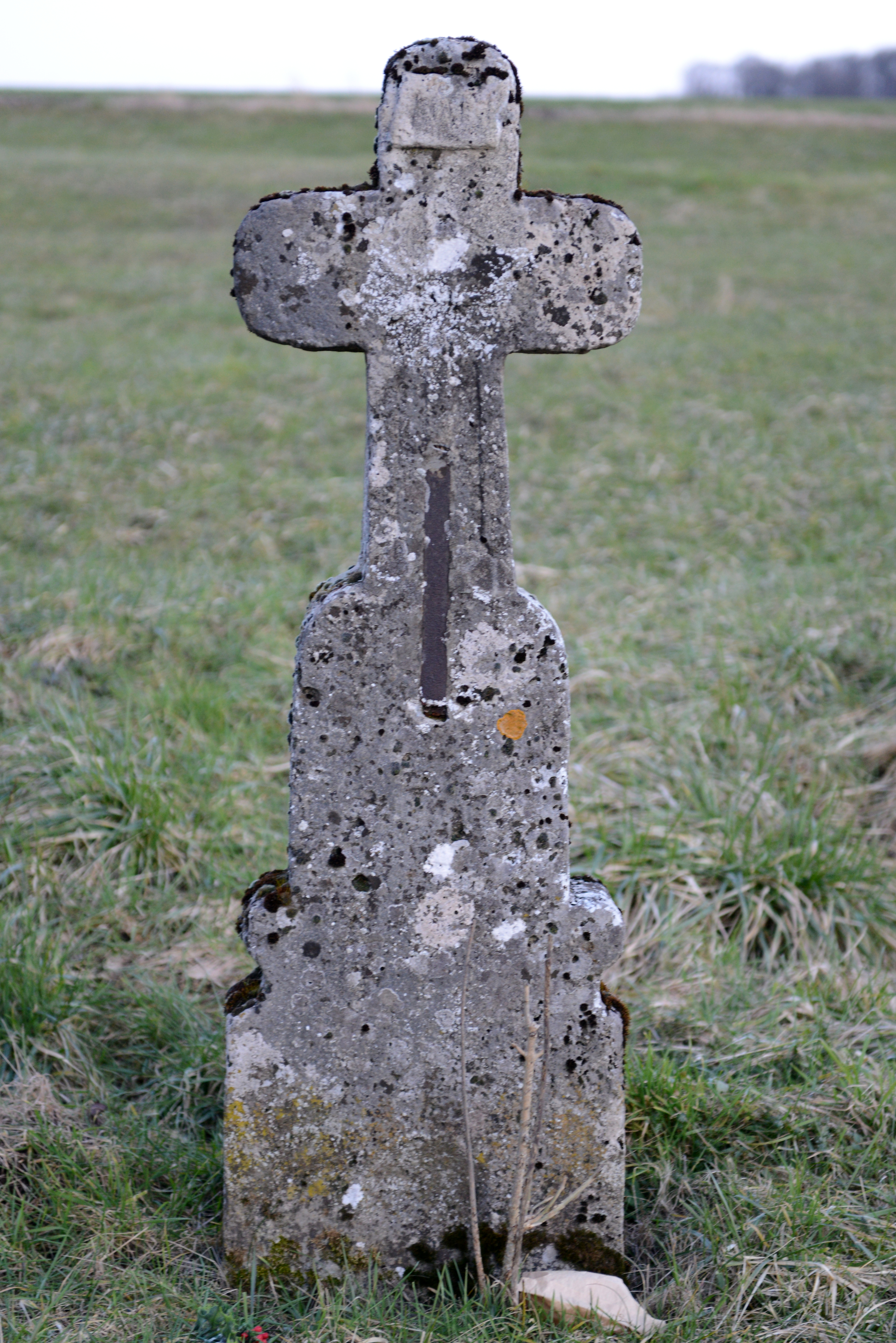